# Lista de prêmios e indicações recebidos por Oficina G3
Esta é a lista de indicações e prêmios recebidos por Oficina G3, banda brasileira de rock cristão:

## Troféu Talento
Prêmios e indicações ao Troféu Talento:
| Ano  | Categoria             | Indicado                       | Resultado |
| ---- | --------------------- | ------------------------------ | --------- |
| 2003 | Melhor Arranjo        | "Humanos"                      | Indicado  |
| 2003 | Melhor CD             | Humanos                        | Indicado  |
| 2003 | Melhor CD Pop/Rock    | Humanos                        | Venceu    |
| 2003 | Melhor grupo ou Banda | Oficina G3                     | Indicado  |
| 2006 | Melhor Vídeo Clipe    | "Lugar Melhor"                 | Indicado  |
| 2006 | Melhor Álbum Rock     | Além do que os Olhos Podem Ver | Venceu    |
| 2006 | Melhor Banda          | Oficina G3                     | Venceu    |
| 2008 | Melhor Álbum Rock     | Elektracustika                 | Indicado  |
| 2008 | Melhor Banda          | Oficina G3                     | Indicado  |
| 2009 | Melhor Álbum Rock     | Depois da Guerra               | Venceu    |
| 2009 | Melhor Banda          | Oficina G3                     | Venceu    |

## Troféu Promessas
Prêmios e indicações ao Troféu Promessas:
| Ano  | Categoria         | Indicado                                                  | Resultado |
| ---- | ----------------- | --------------------------------------------------------- | --------- |
| 2011 | Melhor Banda      | Oficina G3                                                | Indicado  |
| 2011 | Melhor DVD        | D.D.G. Experience                                         | Venceu    |
| 2013 | Melhor Cd de Rock | Histórias e Bicicletas (Reflexões, Encontros e Esperança) | Venceu    |

## Grammy Latino
Prêmios e indicações ao Grammy Latino:
| Ano  | Categoria                                 | Indicado                       | Resultado |
| ---- | ----------------------------------------- | ------------------------------ | --------- |
| 2005 | Melhor Álbum cristão em Língua Portuguesa | Além do que os Olhos Podem Ver | Indicado  |
| 2007 | Melhor Álbum cristão em Língua Portuguesa | Elektracustika                 | Indicado  |
| 2009 | Melhor Álbum cristão em Língua Portuguesa | Depois da Guerra               | Venceu    |

## Troféu Gerando Salvação
Prêmios e indicações do Troféu Gerando Salvação listados abaixo:
| Ano  | Prêmio                  | Categoria             | Resultado | Ref |
| ---- | ----------------------- | --------------------- | --------- | --- |
| 2022 | Troféu Gerando Salvação | Banda, Grupo ou Dupla | Indicado  |     |

## Certificados ABPD
Estas estatísticas foram compiladas do banco de dados online da ABPD.
- Histórias e Bicicletas (Reflexões, Encontros e Esperança) - disco de ouro (2014)
- D.D.G. Experience - disco de ouro (2011)
- Depois da Guerra - disco de ouro (2009)
- Elektracustika - disco de ouro (2008)
- Além do que os Olhos Podem Ver - disco de ouro (2005)
- Humanos - disco de ouro (2003)

- Além desses álbuns, os discos Acústico ao vivo e a coletânea The Best of Oficina G3 ultrapassaram a marca das 100 mil cópias vendidas.